# Opus scutulatum

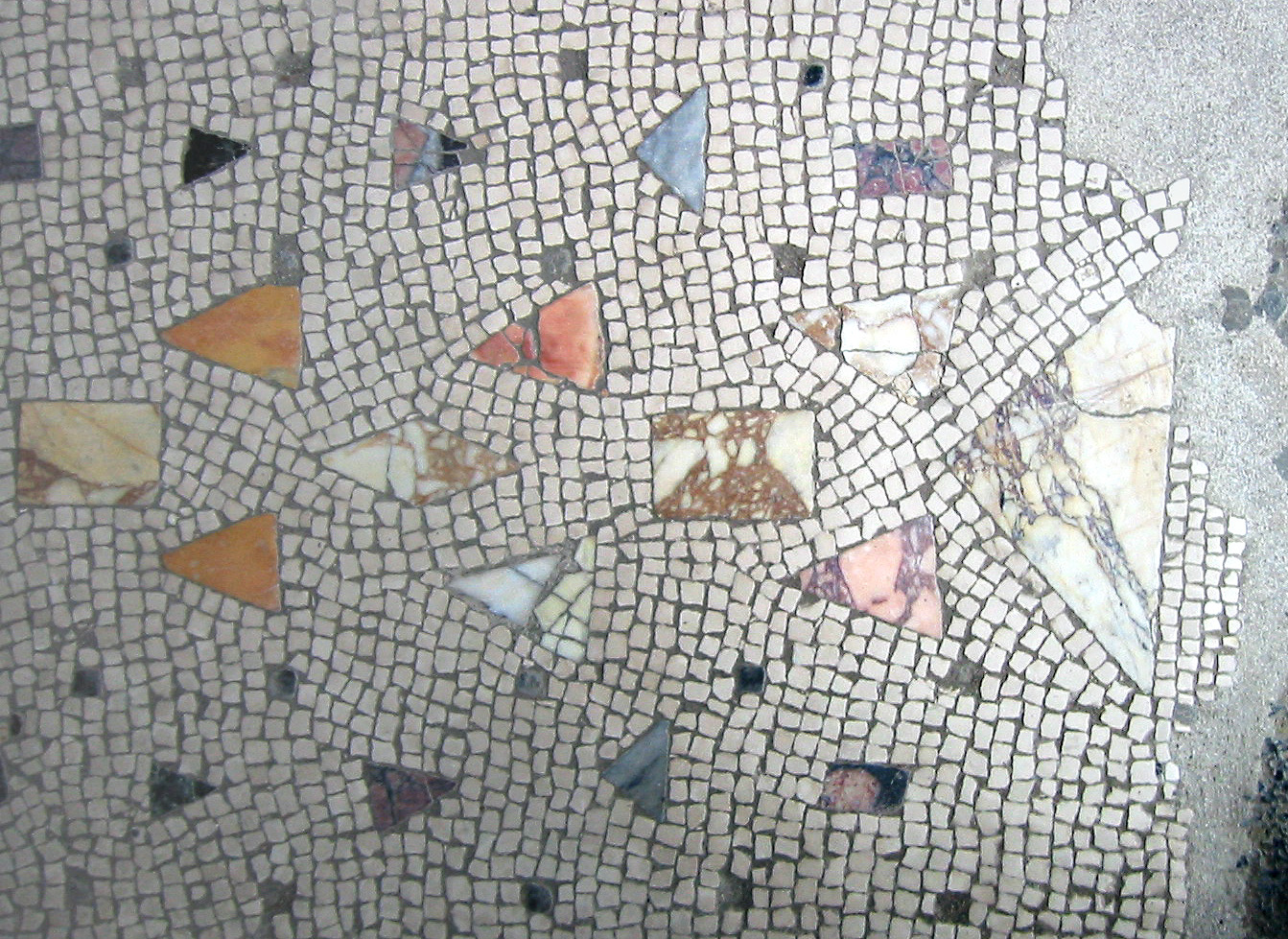
Vloer in Herculaneum, in rijen gelegd

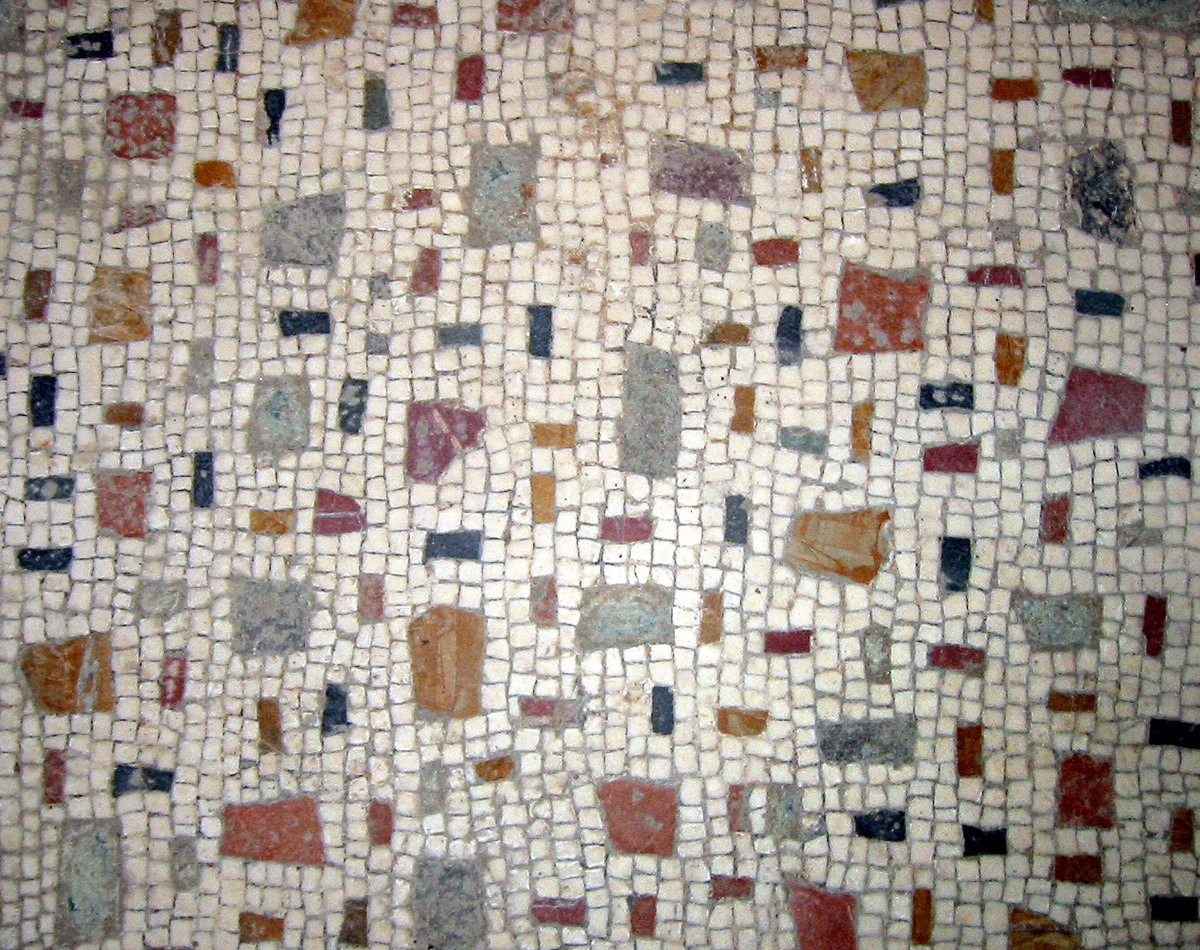
Vloer in Oplontis, zonder duidelijke rijen

Opus scutulatum "schildjeswerk" is een mozaïekvloer met grotere marmeren steenfragmenten.

## Beschrijving
Een mozaïekvloer in opus scutulatum, ook wel crustae of lithostroton genoemd, bestaat uit een vrijwel altijd monochrome achtergrond in opus tessellatum met ingelegde grotere scutulae, letterlijk "schildjes". Deze scutulae bestaan uit marmeren steenfragmenten in verschillende afmetingen, kleuren en vormen, die meestal in rijen werden gelegd. Hoewel de naam suggereert dat ze net als het Romeins schild (scutum) rechthoekig waren, bestaan de fragmenten in vele vormen; naast rechthoekige komen driehoekige en ruitvormige stenen vaak voor. Als de scutulae niet in rijen werden gelegd zijn ze vaak verschillend in vorm.

## Geschiedenis
De techniek stamt waarschijnlijk net als de andere mozaïektechnieken uit het oude Griekenland. Plinius schreef dat opus scutulatum in Rome voor het eerst werd toegepast aan het begin van de Derde Punische Oorlog (149 v.Chr.) in de Tempel van Jupiter Capitolinus.